# This One
This One is een nummer van de Britse muzikant Paul McCartney uit 1989. Het is de derde single van zijn achtste soloalbum Flowers in the Dirt.
Hoewel McCartney in de jaren '70 "on the run" was om van zijn Beatle-imago af te komen, lijkt hij op "This One" weer terug te grijpen naar het geluid van The Beatles. Het nummer werd in een aantal Europese landen een klein hitje. Zo bereikte het de 18e positie in het Verenigd Koninkrijk. In Nederland haalde het nummer de 11e positie in de Tipparade, en de Vlaamse Radio 2 Top 30 haalde het nog net met een 30e positie.